# Marcus Powlowski
Marcus Powlowski (né le 20 janvier 1960 à Fort William, aujourd'hui Thunder Bay) est un physicien et homme politique canadien. Il est le député libéral de Thunder Bay—Rainy River depuis 2019.

## Biographie
Powlowski fait ses études en biochimie à l'Université de Toronto. Il reçoit également des diplômes en droit des universités Harvard et Georgetown avant de commencer sa carrière de physicien à Thunder Bay ainsi qu'ailleurs à travers le monde. Il est également professeur aux universités Lakehead et de San Francisco.
En 2019, le député sortant de Thunder Bay—Rainy River, Don Rusnak (en), décide de ne pas se représenter. Powlowski est alors choisi pour être le candidat du Parti libéral, le parti sortant dans la circonscription. Il remporte l'élection. Il est réélu en 2021.